# بيت الدهيس (الطويلة)

تعديل مصدري - تعديل

بيت الدهيس هي إحدى قرى عزلة بني الذولاني بمديرية الطويلة التابعة لمحافظة المحويت، بلغ تعداد سكانها 320 نسمة حسب تعداد اليمن لعام 2004.